# Wiktor Popow
Wiktor Iwanowicz Popow (ros. Виктор Иванович Попов, ur. 19 maja 1918 w Astrachaniu, zm. 1 września 2007) – radziecki dyplomata.

## Życiorys
W 1941 ukończył Moskiewski Instytut Filozofii, Literatury i Historii, a w 1949 Wyższą Szkołę Dyplomatyczną Ministerstwa Spraw Zagranicznych ZSRR, od 1947 członek WKP(b). 1950-1966 starszy wykładowca, kierownik kursów doskonalenia kierowniczych pracowników MSZ ZSRR, zastępca dyrektora i prorektor Wyższej Szkoły Dyplomatycznej MSZ ZSRR, 1966-1968 radca Ambasady ZSRR w Australii, 1968-1980 rektor Akademii Dyplomatycznej MSZ ZSRR. Od 29 listopada 1980 do 10 kwietnia 1986 ambasador nadzwyczajny i pełnomocny ZSRR w W. Brytanii, jednocześnie od 24 grudnia 1980 do 22 października 1981 ambasador nadzwyczajny i pełnomocny ZSRR na Malcie, 1986-1992 doradca MSZ ZSRR/Rosji. Pochowany na Cmentarzu Wagańkowskim w Moskwie.

## Odznaczenia i nagrody
- Order Czerwonego Sztandaru Pracy
- Order „Znak Honoru”
- Nagroda Państwowa ZSRR

i 4 medale.